# Scoglio di Montauro
Lo scoglio di Montauro o Muntravo (i
in croato hrid Muntrav), detto anche scoglio Semenza, è uno scoglio disabitato della Croazia, situato lungo la costa occidentale dell'Istria, a sud del canale di Leme.
Amministrativamente appartiene alla città di Rovigno, nella regione istriana.

## Geografia
Lo scoglio di Montauro si trova a sudovest del porto di Rovigno (luka Rovinj), nei pressi del promontorio di Montauro (Zlatni rt) e poco a nord di punta Corrente (rt Kurent). Nel punto più ravvicinato dista 240 m dalla terraferma.
Montauro è un piccolo scoglio a forma di punta di lancia che misura 55 m di lunghezza e 20 m di larghezza massima. Ha una superficie di 916 m².

### Isole adiacenti
- Scoglio del Samier (Samer), scoglio situato a sud di Montauro.
- Isola di Sant'Andrea (Sveti Andrija o Crveni otok), isola a sud del precedente scoglio, chiamata anche Isola Rossa.
- Maschin (Maškin), isolotto a sud di Sant'Andrea, collegato ad esso da un ponte.
- Scoglio Piroso Piccolo (Mali Piruzi), piccolo scoglio a est di Sant'Andrea.
- Scoglio Piroso Grande (Veli Piruzi), scoglio gemello del precedente, situato poco più a sudest.
- Astorga (Sturag), isolotto a sud di Maschin.
- San Giovanni (Sveti Ivan), isolotto a sud di Astorga con una forte strozzatura al centro.
- San Giovanni in Pelago (Sveti Ivan na Pučini), scoglio a sud di San Giovanni su cui si trova un faro.

### Cartografia
- (HR) Mappa topografica della Croazia 1:25000, su preglednik.arkod.hr.